# Saint-Rémy-la-Varenne
Saint-Rémy-la-Varenne è un ex comune francese di 1 013 abitanti situato nel dipartimento del Maine e Loira nella regione dei Paesi della Loira. Dal 15 dicembre 2016 è accorpato al nuovo comune di Brissac Loire Aubance insieme ai comuni di Les Alleuds, Brissac-Quincé, Charcé-Saint-Ellier-sur-Aubance, Chemellier, Coutures, Luigné, Saint-Saturnin-sur-Loire, Saulgé-l'Hôpital e Vauchrétien.

## Società

### Evoluzione demografica
Abitanti censiti